# Francis Kuipers
Francis Kuipers"Superguitar" (Woking, 16 agosto 1941) è un compositore e chitarrista inglese.

## Biografia

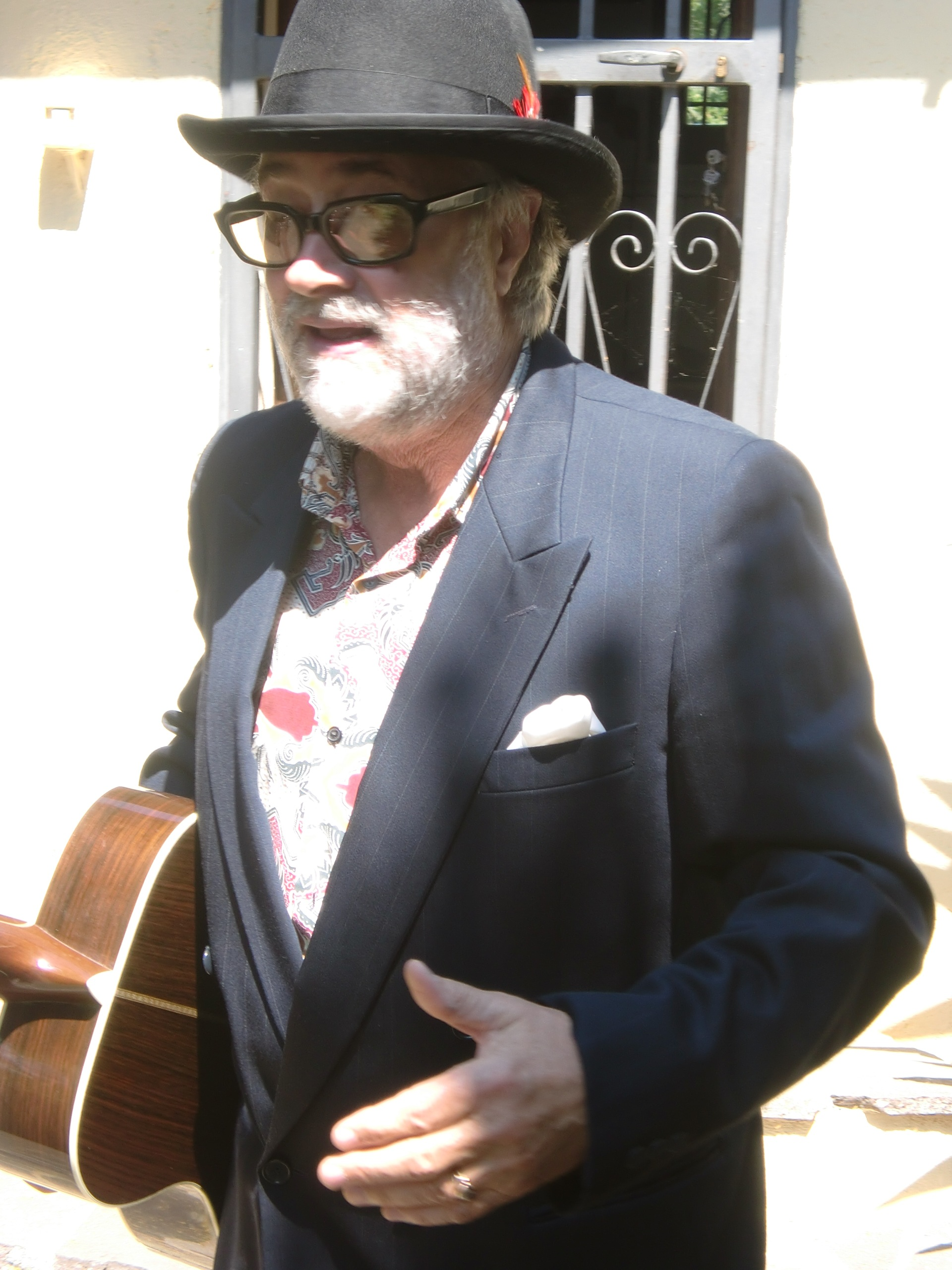
Francis Kuipers

Nato da famiglia olandese e cresciuto in Gran Bretagna e Paesi Bassi, vive tra l'Italia e i Paesi Bassi. Dal 1960 intraprende gli studi etnomusicologici effettuando registrazioni e ricerche in diverse parti del mondo tra cui: Australasia, Africa Occidentale, Seychelles, India e Nepal, Filippine, America del Nord.
Negli anni '80 è il chitarrista del poeta della Beat Generation Gregory Corso.
Come musicista solista e in duo ha partecipato a numerose tournée internazionali con musicisti tra cui Antonello Salis, Massimo Urbani, Luis Agudo, Enrico Micheletti, Joe Garceau, Janet Smith, Champion Jack Dupree. In Italia è soprattutto ricordato per la sua partecipazione come ospite con Luigi Grechi nel tour di Francesco De Gregori del 1989 e i suoi spettacoli al Folkstudio di Roma.
Dal 1995 al 1998 dirige il Dipartimento di Musica e Suono di Fabrica, il Centro di Comunicazione Multimediale fondato da Luciano Benetton e Oliviero Toscani a Treviso. 
Autore di numerose colonne sonore, ha lavorato nel cinema con Godfrey Reggio, Philip Glass e Abel Ferrara.

## Filmografia

### Compositore
- Anima Mundi, regia di Godfrey Reggio (1986)
- Evidence, regia di Godfrey Reggio (1995)
- Naqoyqatsi, regia di Godfrey Reggio (2000)
- Mary, regia di Abel Ferrara (2005)
- Siluro rosso - La straordinaria storia di Rubén Gallego, regia di Mara Chiaretti (2006)
- Go Go Tales, regia di Abel Ferrara (2007)
- Napoli Napoli Napoli, regia di Abel Ferrara (2009)
- 4:44 - Ultimo giorno sulla terra (4:44 Last Day on Earth), regia di Abel Ferrara (2011)

## Radio
- Blues oggi, Blues ieri, Rai Radio 3
- Folk Concerto, Rai Radio 3
- Controcanto, Rai Radio 3
- Un certo discorso, Rai Radio 3
- Pomeriggio Musicale, Rai Radio 3
- Estate Musicale, Rai Radio 3
- C'era una volta, radio-dramma, serie per Rai Educational

## Teatro
- Armageddon here I come, compositore della musica originale, scritto e diretto da Michael Noonan e Alexander Guyan, Auckland, Nuova Zelanda
- Tiny Alice, compositore della musica originale, scritto da Edward Albee, diretto da Abel Ferrara

## Discografia
- Napoli Napoli Napoli, Original Motion Picture Soundtrack, Francis Kuipers (2010)
- Go Go Tales, Original Motion Pictures Soundtrack, Cam Original Sountrack, (2007)
- Mary, Original Motion Pictures Soundtrack, Gipsy (2005)
- Anthology, Francis Kuipers
- Country Concert. Folkstudio Record, (2000)
- Superguitar, Pineapple Records, (2001)
- Isola Anonima, L'orafo Italiano (1999)
- Gregory Corso with the music of Francis Kuipers, Red Record (1988)
- Folk, Blues & Rags, Fonit Cetra, (1975)
- Country Blues and White Spirituals, (1976) Fonit Cetra